# Människors hantverk
Människors hantverk är den svenske rockmusikern Pugh Rogefeldts trettonde album, utgivet på skivbolaget WEA 1991.
Från skivan släpptes låtarna "Snart kommer det en vind", "Ingenting för ingenting", "Bröllopsklockor" och "Det är aldrig för sent" som singlar. "Snart kommer det en vind" blev en hit och låg bland annat på Svensktoppens förstaplacering 1990. "Bröllopsklockor" låg en tid på Svensktoppen 1992. Övriga singlar nådde inte någon listplacering. Skivan som helhet nådde en artondeplats som bäst på albumlistan, en placering den innehade i en vecka. Totalt låg den sex veckor på listan.
Skivan producerades av Lasse Lindbom och Rogefeldt. Alla låtar skrevs av Rogefeldt, utom nämnda "Snart kommer en vind" som skrevs tillsammans med Ingemar Wallén. Flera etablerade artister medverkade, däribland nyckelharpisten Åsa Jinder, musikgruppen The Boppers och Lasse Englund.

## Låtlista
Där inte annat anges är låtarna skrivna av Pugh Rogefeldt.
1. "Det är aldrig för sent" – 3:46
2. "Ingenting för ingenting" – 2:46
3. "Volvojärnet" – 3:37
4. "Bröllopsklockor" – 4:55
5. "Livets källa" – 3:50
6. "Besökaren" – 3:26
7. "Fredagstango" – 4:10
8. "Fri väg ut" – 3:47
9. "Snart kommer det en vind" – 3:24 (Ingemar Wallén, Rogefeldt)
10. "Babylon" – 4:50

## Medverkande
- Klas Anderhell – trummor
- The Boppers – kör
- Björn Engelmann – mastering
- Lasse Englund – gitarr
- Tommy Gellhagen – bas
- Åsa Jinder – nyckelharpa
- Ronnie Lahti – tekniker
- Magnus Lind – dragspel
- Lasse Lindbom – producent
- Mats Lindfors – assisterande tekniker, mixning
- Max Lorentz – assisterande tekniker
- Micke Lyander – assisterande tekniker
- Niklas Medin – piano
- Tommy Nilsson – kör
- Johan Norberg – mandolin, gitarr
- Björn Norén – assisterande tekniker
- Hasse Olsson) – keyboards
- Magnus Persson – trummor
- Mikael Rickfors – kör, gitarr
- Pugh Rogefeldt – munspel, sång, producent
- Mats Ronander – kör, gitarr
- Johan Stengård – saxofon

## Listplaceringar
| Lista (1991–1992) | Topplacering |
| ----------------- | ------------ |
| Sverige           | 18           |

### Fotnoter
1. 1 2 3  ”Pugh Rogefeldt”. Svensk mediedatabas. http://smdb.kb.se/catalog/search?q=pugh+rogefeldt&x=0&y=0. Läst 19 januari 2013.
2. ↑  ”Svensktoppen 1990”. Sveriges Radio. http://sverigesradio.se/diverse/appdata/isidor/files/2023/3486.txt. Läst 19 januari 2013.
3. ↑  ”Svensktoppen 1992”. Sveriges Radio. http://sverigesradio.se/diverse/appdata/isidor/files/2023/3488.txt. Läst 19 januari 2013.
4. ↑  ”Pugh Rogefeldt”. Hitparad. http://hitparad.se/showitem.asp?interpret=Pugh+Rogefeldt&titel=Sm%E5+l%E4tta+moln&cat=s. Läst 19 januari 2013.
5. ↑  ”Människors hantverk”. Hitparad. http://hitparad.se/showitem.asp?interpret=Pugh+Rogefeldt&titel=M%E4nniskors+hantverk&cat=a. Läst 19 januari 2013.
6. ↑  ”Människors hantverk”. Discogs.com. http://www.discogs.com/Pugh-M%C3%A4nniskors-Hantverk/release/3503008. Läst 19 januari 2013.
7. ↑  Placering på den svenska albumlistan